# Vävämbar
Ett vävämbar är en sorts hink att bära vatten i. Tillverkas av en grov, hårt slagen väv, som håller tätt. På sin höjd blir väven så småningom lite fuktig på utsidan. Vid kanten finns två öglor med bärhandtag. Rymden är omkring 10 dm3.
Den stora fördelen med vävämbaret är att det utrymmesbesparande kan förvaras platt.